# Карповка (Бугурусланський район)
Ка́рповка (рос. Карповка) — присілок у складі Бугурусланського району Оренбурзької області, Росія.

## Населення
Населення — 55 осіб (2010; 46 у 2002).
Національний склад (станом на 2002 рік):
- росіяни — 67 %